# Hillman (Minnesota)
Pour les articles homonymes, voir Hillman (homonymie).
Hillman est une ville américaine située dans le comté de Morrison, dans le Minnesota. Selon le recensement de 2010, sa population est de 38 habitants.